# Crenicichla lucius
Crenicichla lucius är en fiskart som beskrevs av Cope, 1870. Crenicichla lucius ingår i släktet Crenicichla och familjen Cichlidae. Inga underarter finns listade i Catalogue of Life.